# Малатеста, Сиджизмондо Пандольфо
Сиджизмо́ндо Пандо́льфо Малате́ста (итал. Sigismondo Pandolfo Malatesta; 19 июня 1417, Брешиа — 9 октября 1468, Римини), представитель династии Малатеста, правитель Римини, Фано и Чезены, покровитель искусств и поэт. Один из самых талантливых итальянских кондотьеров своего времени. Его имя носит соборный храм Римини, Темпио Малатестиано, построенный по проекту  Альберти, а также замок в Римини. Был отлучён от церкви по указу папы римского Пия II.

## Биография
Родился в Брешии 19 июня 1417 года, старший из двух сыновей Пандольфо III от его любовницы Антонии да Бариньяни.
После смерти отца участвовал (в 13-летнем возрасте) в войне со своим родственником Карло II Малатеста, сеньором Пезаро. В награду получил вместе с братьями – Галеотто Роберто и Доменико – титул папского викария Римини, Чезены и Фано.
В 1432 году, после смерти Галеотто Роберто, стал единовластным правителем Римини.
В том же году во главе папских войск нанёс поражение испанскому кондотьеру Санте Сирилло.
Около 1435 года женился на своей племяннице Жиневре д’Эсте, дочери Никколо III д’Эсте и Паризины Малатеста. Она умерла 12 октября 1440 года, и были слухи, что её отравил муж.
Овдовев, Сиджисмондо Пандольфо женился на Полиссене Сфорца, незаконнорожденной дочери герцога Франческо I Сфорца. Их сын умер в младенчестве, дочь Джованна (род. 1444) позднее вышла замуж за герцога Камерино.
Воевал под разными знамёнами. В 1437 г. Во главе венецианских войск потерпел поражение от кондотьера Никколо Пичинино в битве при Кальчинара сулл-Ольо. Позднее, защищая свои владения от Пичинино, Федериго III да Монтефельтро и Малатеста Новелло, разбил их армию при Монтелуро.
В 1440-е гг. служил по кондотте папе Евгению IV, миланскому герцогу Сфорца, королю Неаполя Альфонсу V, Флоренции.
В 1449 году умерла Полиссена Сфорца, его вторая жена. Тесть обвинил Сиджисмондо Пандольфо в том, что по его приказу её утопил один из слуг, но причина смерти осталась невыясненной.
Сиджизмондо Пандольфо имел многочисленных любовниц. Особенно известны две из них: Ванетта деи Тоши (от неё в 1441 г. родился сын Роберто), и Изотта дельи Атти, от которой родились дети Маргерита, Саллюстио и Антония. Позднее, в 1456 году, он женился на Изотте дельи Атти и узаконил их общих детей.
В 1449 – 1454 гг. служил Венеции, Флоренции, Сиене, Неаполю и Сфорца.
В 1460 г. папа Пий II отлучил его от церкви, обвинив во многих грехах, в том числе в инцесте и содомии. Против Сиджизмондо Пандольфо был объявлен крестовый поход, в котором участвовали войска папы, Неаполя, Милана и Урбино.
Сиджизмондо Пандольфо потерпел несколько поражений и в 1463 году был вынужден подписать мирный договор, по которому у него оставался только город Римини, да и тот – без права передачи по наследству (позже папа Павел II снял это условие).
Сиджизмондо Пандольфо завещал Римини Саллюстио, сыну от Изотты дельи Атти. Однако после его смерти власть в городе захватил другой его сын, Роберто.

## Браки
- Джиневра д’Эсте
- Поликсена Сфорца
- Изотта дельи Атти

## Цитаты
Папа Пий II о Малатесте:
 В его глазах брак никогда не был священным. Он сходился с замужними женщинами, детей которых раньше крестил, а мужей их он убивал. В жестокости он превзошел всех варваров. Он теснил бедных, отнимал имущество у богатых, не щадил ни сирот, ни вдов; словом, никто во время его правления не был уверен в своей безопасности. Его подданные признавались виновными за то, что у них есть богатства, жены, красивые дети. Он ненавидел священников, не веровал в будущую жизнь и считал, что души людей погибают вместе с телом. Это не помешало ему построить в Римини прекрасный храм в честь св. Франциска. Но он переполнил его языческими произведениями, так что казалось, будто это не христианский, а языческий храм, посвященный языческим божествам. В нем он соорудил гробницу своей наложнице — гробницу из великолепного мрамора превосходной работы, на которой, согласно языческому обычаю, приказал высечь надпись: «Святилище божественной Изотты».